# Pella Thiel
Pella Petra Larsdotter Thiel, tidigare Larsson, född 25 maj 1973 i Ingarö församling, Stockholms län, är aktivist och författare. 
Thiel har grundat End Ecocide Sverige. och Ecocide Law Alliance som verkar för att storskalig miljöförstöring ska bli ett internationellt brott. Vidare har hon startat föreningen Lodyn, som utbildar i naturvakenhet och ekopsykologi.

## Biografi
Pella Thiel är dotter till Lars Larsson och Miriam Thiel och växte upp på Ingarö, i Värmdö kommun. Efter gymnasiet var hon lärare vid Enskede gårds gymnasium åren 1993–1997. Därefter studerade hon vid Stockholms Universitet och tog
en mastersexamen i ekologi 2003. Thiel har studerat vid SLU och Schumacher College i Storbritannien. Tillsammans med familjen driver hon gården Skenora efter permakulturprinciper. Thiel har arbetet för Naturskyddsföreningen och Centrum för naturvägledning.

## Naturens rättigheter
Thiel är sedan 2016 sakkunning i FN-programmet Harmony with Nature. Hon koordinerade de första konferenserna om naturens rättigheter i Sverige (2016, 2017, 2019) och driver hemsidan www.naturensrattigheter.se.

## Priser och utmärkelser
- 2019 – Årets Miljöhjälte inom kategorin biologisk mångfald.[3]
- 2021 – A sustainable prize.[12]
- 2023 – Martin Luther King-priset.[13]